# Xã Center, Quận McDonald, Missouri
Xã Center (tiếng Anh: Center Township) là một xã thuộc quận McDonald, tiểu bang Missouri, Hoa Kỳ. Năm 2010, dân số của xã này là 673 người.